# Gian Giacomo Trivulzio

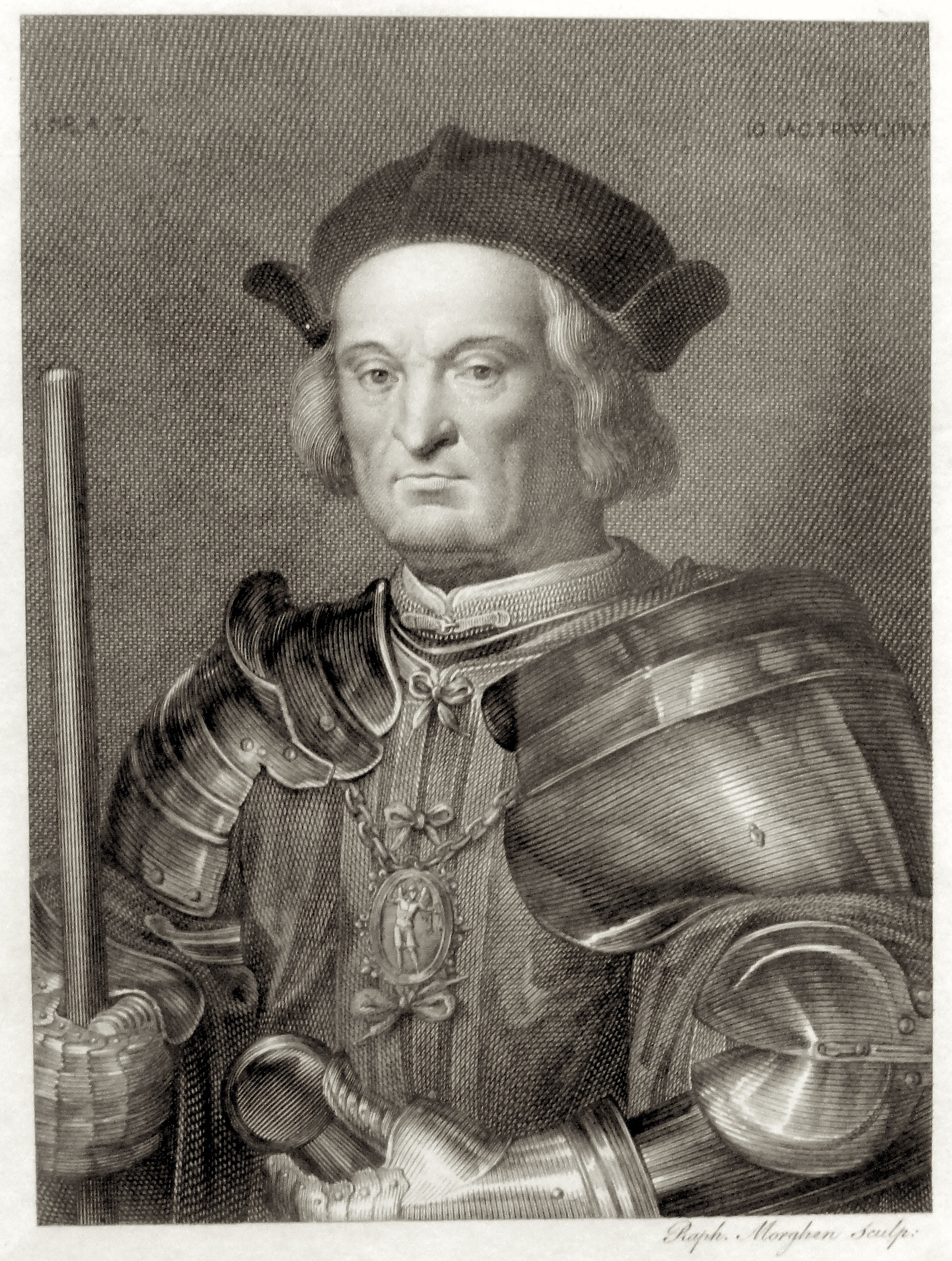
Gian Giacomo Trivulzio

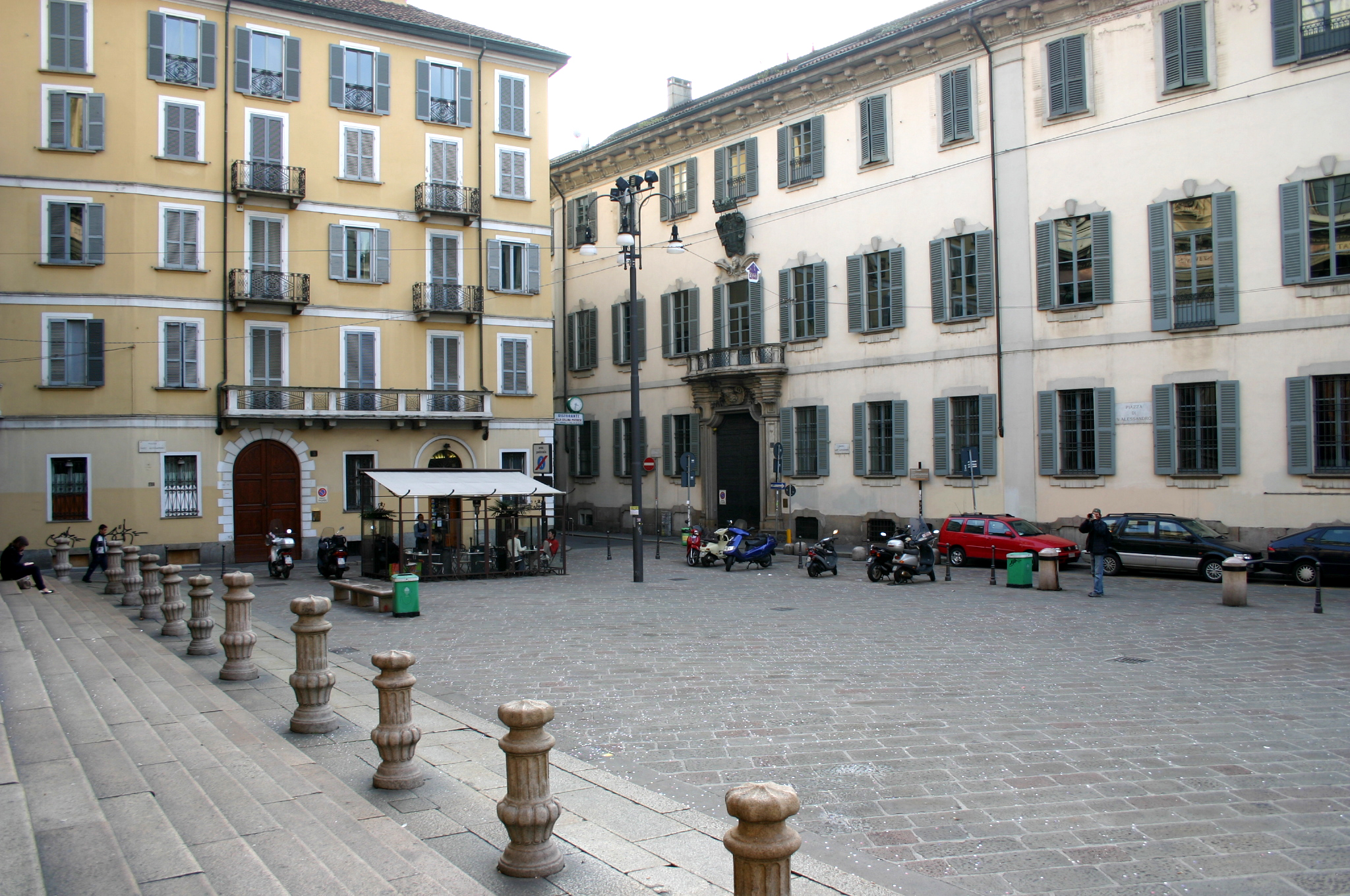
Palazzo Trivulzio in Mailand

Gian Giacomo Trivulzio, der Große, Marchese di Vigevano, (* 24. Juni 1442 in Crema; † 5. Dezember 1518 in Chartres) war ein italienischer Condottiere und Marschall von Frankreich. Er besaß das Schweizer Bürgerrecht von Luzern (1513) und Altdorf (1518).

## Biografie
Gian Giacomo Trivulzio entstammte den Trivulzio, einer mailändischen, besonders im 16. Jahrhundert blühenden Familie Italiens, deren Anfänge bis ins Jahr 1120 zurückreichen. Er nahm 1466 am Zug nach Frankreich teil und unterdrückte 1476 den Aufstand der Ghibellinen in Genua. 1480 kaufte er von Graf Johann Peter von Sax die Herrschaft Misox im heutigen Kanton Graubünden und baute das Castello di Mesocco zur uneinnehmbaren Festung aus. 1483 wurde er aus Eifersucht von Lodovico Moro verbannt. Trivulzio figurierte als Haupt der lombardischen Guelfen. Er trat 1486 in die Dienste des Königs von Neapel, 1494 in französische, eroberte 1499 das Herzogtum Mailand (siehe Geschichte Mailands, Italienische Kriege), wurde dafür Marschall von Frankreich, später Statthalter von Mailand. 1493 erwarb Trivulzio auch die Herrschaftsrechte über das Rheinwald und Safien und trat 1496 mit seiner Herrschaft Misox und seinen Untertanen dem Grauen Bund bei. Als Statthalter von Mailand initiierte er zwischen 1500 und 1512 die Melioration und Entwässerung des Piano di Chiavenna.
1515 befehligte Trivulzio die siegreichen französischen Truppen in der Schlacht bei Marignano, die er als die „Schlacht der Giganten“ bezeichnete.
Verdächtigt, mit Venedig und der Eidgenossenschaft Verbindungen unterhalten zu haben, fiel er bei König Ludwig XII. in Ungnade, und als er wegen seiner Rechtfertigung 1518 bei Hof erschien. Der bereits gesundheitlich angeschlagene Trivulzio, der an Nierensteinen litt, verstarb im Alter von 76 Jahren am 5. Dezember 1518 in Chartres.
Sein Bruder René stand auf Seiten der Ghibellinen und starb in venezianischen Diensten. Marschall Teodoro Trivulzio war sein Neffe. Seine erste Frau war Margherita Colleoni, die in der Cappella Trivulzio in San Nazaro Maggiore in Mailand bestattet wurde.